# Tantilla cuniculator
Espèce
Synonymes
- Tantilla moesta cuniculator Smith, 1939

Statut de conservation UICN

 LC  : Préoccupation mineure
Tantilla cuniculator  est une espèce de serpents de la famille des Colubridae.

## Répartition
Cette espèce se rencontre :
- dans le nord du Belize ;
- au Guatemala ;
- au Mexique dans les États du Yucatán et du Quintana Roo.

## Publication originale
- Smith, 1939 : Notes on Mexican reptiles and amphibians. Zoological Series of Field Museum of Natural History, vol. 24, n. 4, p. 15-35 (texte intégral).